# Fethi Boudia
Pour les articles homonymes, voir Boudia.
Fethi Boudia (en arabe : فتحي بودية) est un footballeur algérien né le 8 janvier 1979 à Oran. Il évoluait au poste de milieu défensif.

## Biographie
Il évolue en première division algérienne avec les clubs phare de la ville d'Oran, le MC Oran et l'ASM Oran, puis il termine sa carrière dans des clubs de divisions inférieures.
Il dispute 45 matchs en inscrivant un but en Ligue 1.